# モトリー・クルー
モトリー・クルー（Mötley Crüe）は、アメリカ合衆国のヘヴィメタル・バンド。
1980年代前半から後半にかけて、北米を中心としたスタジアムロック・ムーブメント（LAメタルも含む）の代表的なグループ。全米だけでアルバム総売り上げ2500万枚以上、全世界で1億枚以上を売り上げている。2015年に活動終了を宣言していたが、2019年11月から再開。
ドラッグやアルコール依存によるトラブル、事件事故、ゴシップに取りざたされることも非常に多い。

## 略歴

### デビュー〜全盛期（1981年 - 1991年）
1981年、ロサンゼルスのクラブシーンで活動していたバンドLondonから脱退したベーシストのニッキー・シックスは、自らのバンドを結成するべくSuite19のドラマー、トミー・リーを誘い、さらに雑誌広告を見てWhite HorseやVendettaなどの多くのローカルバンドでプレイしていたギタリストのミック・マーズと連絡を取る。ヴォーカリストにはRockandiのヴィンス・ニール（トミーの高校時代の友人でもあった）をマーズが気に入り、1度目のオーディションはすっぽかされたが2度目のオーディションを経て加入した。
バンド名はマーズのアイデアMottley Cruをニッキーが少し変えてMötley Crüe（同じ発音のmotley crewには「寄せ集めメンバー」の意味がある）と決定。なお、oとuの上のウムラウト記号（¨）はドイツビールのレーベンブロイ(Löwenbräu)に影響された
4月には自主制作シングル 'Stick Your Guns / Toast Of The Town' をリリース。12月に同じく自主制作による1stアルバム "Too Fast For Love" を発表。この頃からドラッグ、アルコール漬けの日々を送っており、ヴァン・ヘイレンのデイヴィッド・リー・ロスやラットのスティーヴン・パーシー、ロビン・クロスビーらと共に自堕落なパーティを繰り広げていた。
1982年、メジャーレーベルのエレクトラと契約、7月に"Too Fast For Love"をリミックスしなおし再リリースした。かつてのグラム・ロックのような派手なメイクにヘアスプレーで膨らませた髪、レザーのステージ衣装、ステージパフォーマンスなど、彼らのスタイルは多くのフォロワーを生み出しLAのサンセット・ストリップを中心として若者たちにファッションや音楽を含めた一大ムーブメントが生まれることとなった。日本ではこれを「LAメタル」と呼んでいる。
1983年3月にキッスのサポートとしてツアーするも、ドラッグ・アルコール癖の酷さを理由にわずか数公演で外される。
同年5月、『USフェスティバル』にヴァン・ヘイレン、オジー・オズボーン、スコーピオンズらと共に出演。この頃のステージ衣装は映画『マッドマックス2』や『ニューヨーク1997』からヒントを得たものだった。同年9月、2ndアルバム "Shout At The Devil" を発表。タイトル曲、ペンタグラムの描かれたアルバムジャケットから「彼らは悪魔主義だ」とPMRCから名指しで批判されたが、バンドはこれを否定（ジャケットは後にメンバー4人の写真に変更）。アルバムは全米チャート最高17位を記録、プラチナムを獲得した。
1984年1月からオジー・オズボーンのサポートとして全米ツアー。
4月からはサクソン、ラット、アクセプトなどをサポートにヘッドラインツアー。
この頃ニッキーは友人であるラットのロビン・クロスビーと共同生活を始め、共にドラッグに溺れる生活を送っていた。
8月、イギリスのドニントンで行われた『モンスターズ・オブ・ロック』にオープニング・アクトとして出演。10月、アイアン・メイデンのサポートとしてヨーロッパ・ツアー。
12月8日、ヴィンスが飲酒運転で起こした交通事故によりハノイ・ロックスのドラマーであるラズル (Razzle (musician)) が死亡。ハノイ・ロックス解散の原因となる。
1985年1月、ヴィンスが裁判所の命令でアルコールのリハビリセンターに30日間入所。
6月、3rdアルバム"Theatre Of Pain"発表。このアルバムは全米チャート最高6位を記録しプラチナム獲得。ステージ衣装はスパンコールをちりばめたグラマラスなものになりバンド・ロゴも一変した。（これ以降バンド・ロゴはアルバム発表ごとに変わっていく）
この頃よりデビュー前から手を染めていたメンバーのドラッグ・アルコール問題が深刻になる。特にニッキーのドラッグ中毒は深刻でヘロイン、コカイン等に金と時間を費やしていた。当時は数グラムのコカインが5000ドルにもなるほど高騰していたという。ロンドンでのライブでは途中で意識を失うこともあった。
また、同ロンドンでドラッグディーラーの家でドラッグを摂取している際に意識を失い、死亡したと思われたためにゴミ箱に捨てられていた、とニッキー本人が語っている映像がある。その頃の状態は後にニッキーが「ヘロイン・ダイアリーズ」として発表する。
7月には初の来日公演。続く全米ツアーではY&Tがサポート。ツアー後半のサポート・アクトは日本のラウドネスが勤めた。
1986年5月、トミーが女優のヘザー・ロックリアと結婚。(1993年に離婚)
6月、ヴィンスが前年起こした事故のため入獄（模範囚として19日後に出所）。
1987年5月、4thアルバム"Girls, Girls, Girls"発表。メイクをやめステージ衣装もレザーを基調にしたワイルドなものになり、このアルバムは全米チャート最高2位を記録。ワールドツアーではバック・コーラスに女性デュオ「ナスティ・ハビッツ」（ドナ・マクダニエル&エミ・キャニオン）を帯同、トミーは360度回転するドラムセットで演奏。「ハイ・エナジー、ロー・IQ」と称されていて、本人も苦笑しつつ認めていた。ツアーのサポートは6月からホワイトスネイク、11月からはガンズ・アンド・ローゼズ。
12月に2度目の来日公演。
12月22日、ニッキーがラットのロビン・クロスビー、ガンズ・アンド・ローゼスのスラッシュらとのドラッグ・パーティーの途中、過剰摂取により心臓が一時停止してしまう。
1988年1月、マシュー・ジョン・トリップなる男が「怪我をしたニッキーの代わりにベースを弾いていた、その間の報酬が支払われていない」と発言し、バンドとマネージメントを訴え裁判となるが、バンド側が勝訴（当時、ニッキーが車の運転中に意識を失って事故を起こし、鎖骨を骨折してしまった事故があり、しばらくの間、楽器を演奏することが出来ない時期があったという背景あり）。
1989年8月、ボン・ジョヴィ、オジー・オズボーン、スキッド・ロウ、スコーピオンズらとともに当時のソビエト連邦首都モスクワで行われた『モスクワ・ミュージック・ピース・フェスティバル』に参加。
9月にはメンバー全員がドラッグを絶ち、初めて正常な状態で制作された5thアルバム"Dr.Feelgood"を発表。エアロスミスのスティーヴン・タイラー、スキッド・ロウ、ブライアン・アダムスらがゲストとして参加したこのアルバムは遂に全米チャート第1位を記録し、アメリカだけで700万枚以上のセールスを記録した。収録曲の「ドクター・フィールグッド」と「キックスタート・マイ・ハート」はグラミー賞のベスト・ハード・ロック・パフォーマンスにノミネートされるも受賞は逃している。10月からのワールドツアーでは、ヴィンスは白衣を羽織りナスティ・ハビッツはナース姿で歌い踊り、ナース姿の観客も見られることもあった。トミーのステージ衣装は、ほぼTバックの黒のレザーブリーフ一丁というものであった。（サポート・アクトはホワイト・ライオン、スキッド・ロウ、ウォレント、ファスター・プッシーキャットなど）
ツアーが始まる直前、出演した『MTV Video Music Awards '89』のバックステージでヴィンスがガンズ・アンド・ローゼズのイジー・ストラドリンに対し、ヴィンスの妻を侮辱されたとして殴り倒す。この話を聞いて激昂したアクセル・ローズがメディアを通じてヴィンスを挑発。ヴィンス自身もメディアにてアクセルに決闘の申し込みをしていた、日時、場所を指定しそこで決着を付けようと持ちかけるが実現はされたという報道はない。
1990年5月に3度目の来日公演。ニッキーがプレイメイトのブランディ・ブラントと結婚（1996年離婚）。同年9月にミックがナスティ・ハビッツのエミ・キャニオン(1954-2017)と結婚(1994年離婚)。
1991年8月、再び『モンスターズ・オブ・ロック』に出演。ヘッドライナーのAC/DC、この年に全米No1アルバム "Metallica" を発表していたメタリカの前の演奏だった。この年10月に結成10周年を記念したベストアルバム "Decade Of Decadence" 発表。全米チャート2位を記録。

### ジョン・コラビ時代（1992年 - 1996年）
1992年2月、ヴィンス・ニール解雇。表向きの理由は「ヴィンスがバンド活動よりも趣味であるカーレースに没頭したため」であったが、当時のグランジが音楽業界のメインストリームを席巻し始めていたため、これを意識したバンド側の音楽路線変更にヴィンスが従わなかったことによる、と噂された。ヴィンスは不当解雇の裁判を起こし、両者の中は険悪となった。

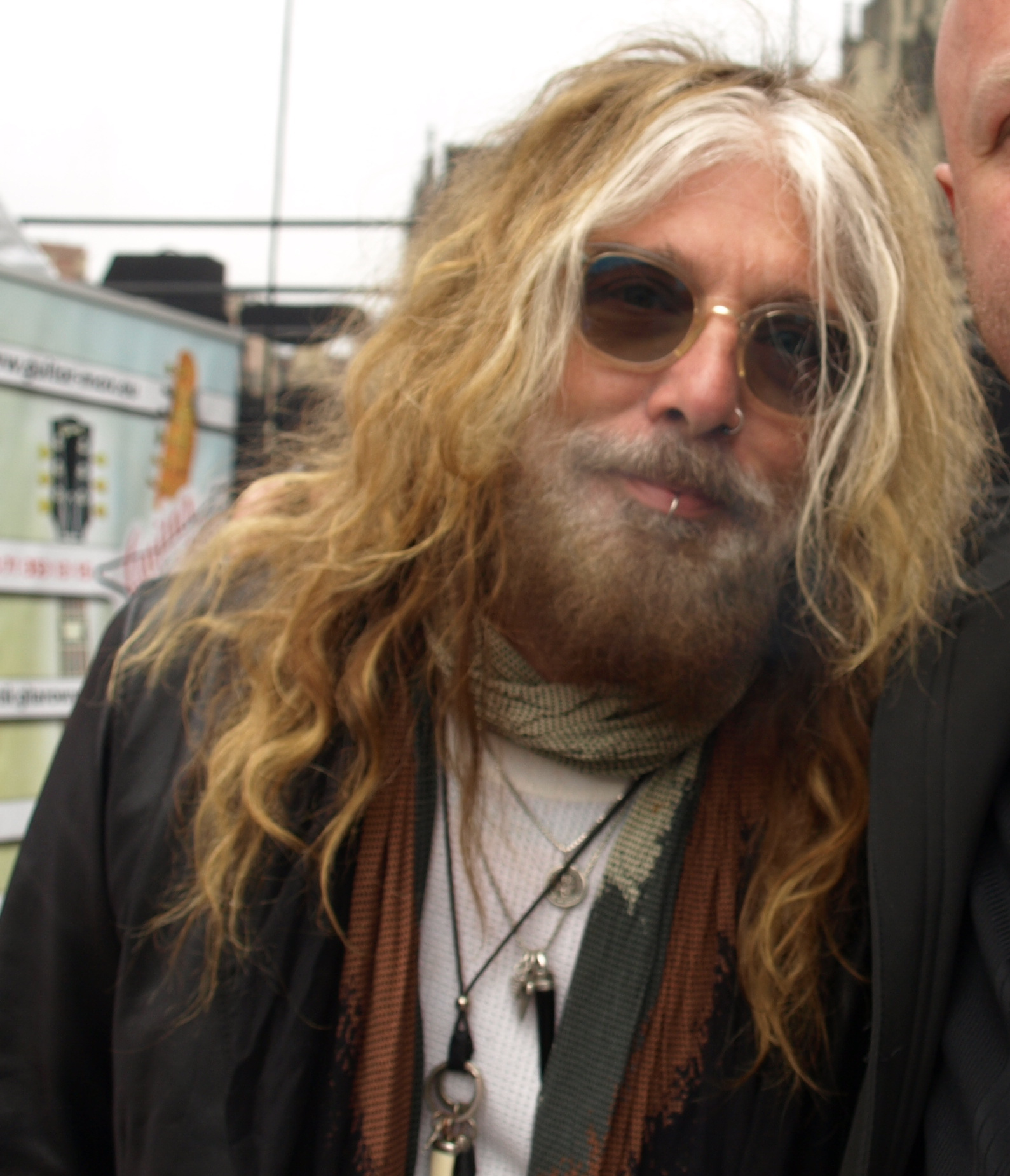
ジョン・コラビ（Vo）2013年

ヴィンスの後任にはThe Screamのジョン・コラビが決定。
ヴィンスはソロ活動を始め、1993年4月に1stアルバム"Exposed"を発表。全米チャート13位を記録した。
1994年3月、メンバーチェンジ後初のアルバム（6thアルバム）"Mötley Crüe"を発表。全米チャート7位。それまでの後に80年代サウンドと呼ばれるサウンドとは異なり、発売当時の音楽ムーブメントに近いサウンドであったことから、サウンドガーデンのキム・セイル は「彼らはこれを80年代に作るべきだった。」とコメントしている。2010年が過ぎたころ、トミー・リーは本作が自身のキャリアの中でもかなり満足している作品だと語った。
6月から始まったワールド・ツアー（サポートはタイプ・オー・ネガティヴ、キングスX）は不入りが続き途中で中止となった。
11月、再びドラッグに手を染め始めたトミーがドラッグの過剰摂取による緊急入院。12月、トミーが付き合っていたモデルのボビー・ブラウンに暴力行為で訴えられ逮捕される。
1995年2月、トミーが女優のパメラ・アンダーソンと再婚。（2000年に離婚）
8月、ヴィンスが2ndアルバム"Carved In Stone"発表。が直後にレーベルとの契約を失う。
1996年12月、ニッキーがプレイメイトのドナ・デリコと結婚。（2007年離婚）

### ヴィンス・ニール復帰（1997年 - 2003年）
1997年1月、ヴィンスがバンドに復帰。6月に7thアルバム"Generation Swine"発表。（当初、ジョン・コラビのヴォーカルを前提として作られていたが、作業途中でヴィンスの復帰が決定。ヴィンスのヴォーカル・サポートとメンバー間の不仲を取り持つため、暫くは解雇された後のコラビもレコーディング作業に参加していた。）全米チャート4位。チープ・トリックとの全米ツアー中にヴィンスが一時脱退するがすぐ復帰。
1998年よりエレクトラ・レコードを離れ、自らのレーベル「Mötley Records」を設立。
5月にトミーが妻である女優パメラ・アンダーソンへの暴行容疑で投獄される。
トミー出所後の11月に2枚目のベストアルバム"Greatest Hits"をリリース。全米チャート20位。10月～99年3月までレイドロウ、ノイズ・セラピーをサポートに全米ツアー。ツアー中にトミーが脱退をほのめかす。
1999年4月、トミーが正式に脱退。12月にトミーはリンプ・ビズキットのフレッド・ダーストやキッド・ロック、ビースティ・ボーイズのミックス・マスター・マイクをゲストにヒップホップを主体としたソロプロジェクト"Method Of Mayhem"にてソロアルバムをリリース。
バンドはトミーの後任に元オジー・オズボーン・バンドでプレイしていたランディ・カスティロを迎え、『マキシマム・ロック・ツアー1999』でスコーピオンズとともに全米ツアー。
2000年、5月にニッキーのサイド・プロジェクト58、1stアルバム"Diet For A New Amrica"をリリース。
6月、加入したばかりのランディ・カスティロが緊急入院。癌と診断される。
7月にはカスティロ加入後初となるアルバム（8thアルバム）"New Tattoo"を発表。しかし全米チャートは41位と振るわなかった。サポート・ドラマーとして元ホールのサマンサ・マロニーを帯同し『マキシマム・ロック・ツアー2000』でメガデス、アンスラックスとともに全米ツアーを行う。
2001年バンドの自伝本、"The Dirt"発売。
2002年3月にカスティロが癌により死亡。
5月、トミーの2ndソロ・アルバム"Never A Dull Moment"リリース。
2003年ニッキーは元L.A.ガンズのトレイシー・ガンズとともにブライズ・オブ・ディストラクション（Brides Of Destruction）を結成。モトリー・クルーの司令塔でもあるニッキーが新バンドを結成したためバンドはほぼ解散状態となってしまう。ブライズは3月に1stアルバム"Here Come The Brides"発表。がニッキーはツアー終了後の12月に脱退。

### オリジナル・ラインナップ復活（2004年 - 2015年）

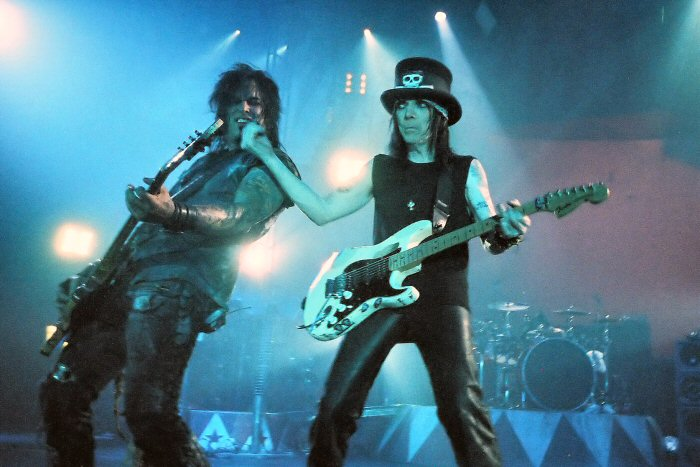
スコットランド・グラスゴー公演（2005年6月）

2004年にHollywoodにある「Tenth Street Entertainment社」が、モトリー・クルー オリジナルラインアップでのリユニオンライブを企画する。すでに会場を抑えたが、その段階ではメンバーへの交渉が始まっていない状態だった。
モトリー・クルーのリユニオンには大きな利益がうまれることが彼らの実績を見ても確信があったと同社CEOが見込んでいたが、本人たちには数曲の新曲を含めたベストアルバムのリリースをしてもらうことが条件となっていた。
企画してからライブまで5カ月という段階から、ニッキーへの企画説明をしたが、当時はBrides Of Destructionで日本ツアーの最中で、トミーはソロアルバムをリリースした直後、ヴィンスはソロの歌手として全米各地でライブを行っており、ミックは行方不明という状況だった。
この時トミーとヴィンスの関係が険悪だったこと、トミーは正式にバンドを脱退していることなど、多数の課題があった。同社は一つずつ解決するため、メンバーを招き同じテーブルでの食事会を開く。その時の映像はメンバーへ告知なしで隠しカメラにより撮影されておりドキュメンタリー映像として残されている。ニッキーは乗り気だと二人に話すが、トミーとヴィンスはどうしていくかまだ決められないが前向きであるということだった。ギタリストのミックは依然行方不明だったため、ニッキーも協力し多方面からコンタクトを試みた結果、彼は自宅で療養している事が判明。ニッキーがマネージャーらと訪問し、リユニオンについて説得し承諾を得た。
しかし、その後発表されるが、ミックは血清反応陰性関節炎を17歳から患っており、当時の時点で首を横に回すことが出来ない状態となっていた。スタジオに姿を現した際に、トミーはその姿を見てとても怖くなったと語っていた。演奏そのものは可能だったことから、新曲のレコーディングが実施されたが、レコーディング途中でトミーが姿を現さなくなることがあった。ニッキーらは冷静に彼を説得し、再びバンドとして活動を始め、同社の企画したライブは「Carnival of Sins」と題され本格的なオリジナルメンバーによる再結成のワールドツアーが始まり、大きな成功を再び手にする。
翌年2月に3枚目のベストアルバム"Red White & Crue"をリリース。全米チャート6位。ツアー後半ではSum 41、シルバータイド等がサポートについた。
10月、ローリング・ストーンズの『ア・ビガー・バン・ツアー』に2公演だけオープニング・アクトとして出演。
2005年8月、トミーの3rdソロ・アルバム"Tommyland: The Ride"リリース。
9月、アメリカ南部を襲った超大型ハリケーン・カトリーナの被災者救済イベント『ReAct Now: Music & Relief』に賛同。リンキン・パークのチェスター・ベニントンをゲストに迎えた'Home Sweet Home'を発表。
2006年4月、ライブアルバム"Carnival Of Sins"をリリース。9月にはエアロスミスと『ルート・オブ・イーブル・ツアー』で全米各所を廻る。
2007年ニッキーが1986年～1987年までのドラッグ中毒だった自身の日記"The Heroin Diaries : A Year In The Life Of A Shatterd Rock Star"を発表。同年8月にそのサウンドトラック"The Heroin Diaries Soundtrack"をDJアシュバとプロデューサーのジェームス・マイケルとバンドSixx:A.M.を結成しリリース。
2008年6月、8年ぶりとなる9thアルバム"Saints Of Los Angeles"リリース。オリジナルメンバーによるフルアルバムとしては、1997年発表の"Generation Swine"以来、実に11年ぶりとなるこのアルバムは、全米チャート最高4位に。表題曲「セインツ・オブ・ロスアンゼルス」はグラミー賞のベスト・ハードロック・パフォーマンスにノミネートされた。
7月からバックチェリー、パパ・ローチらと共に全米主要都市をツアーする『クルー・フェス』を開催。

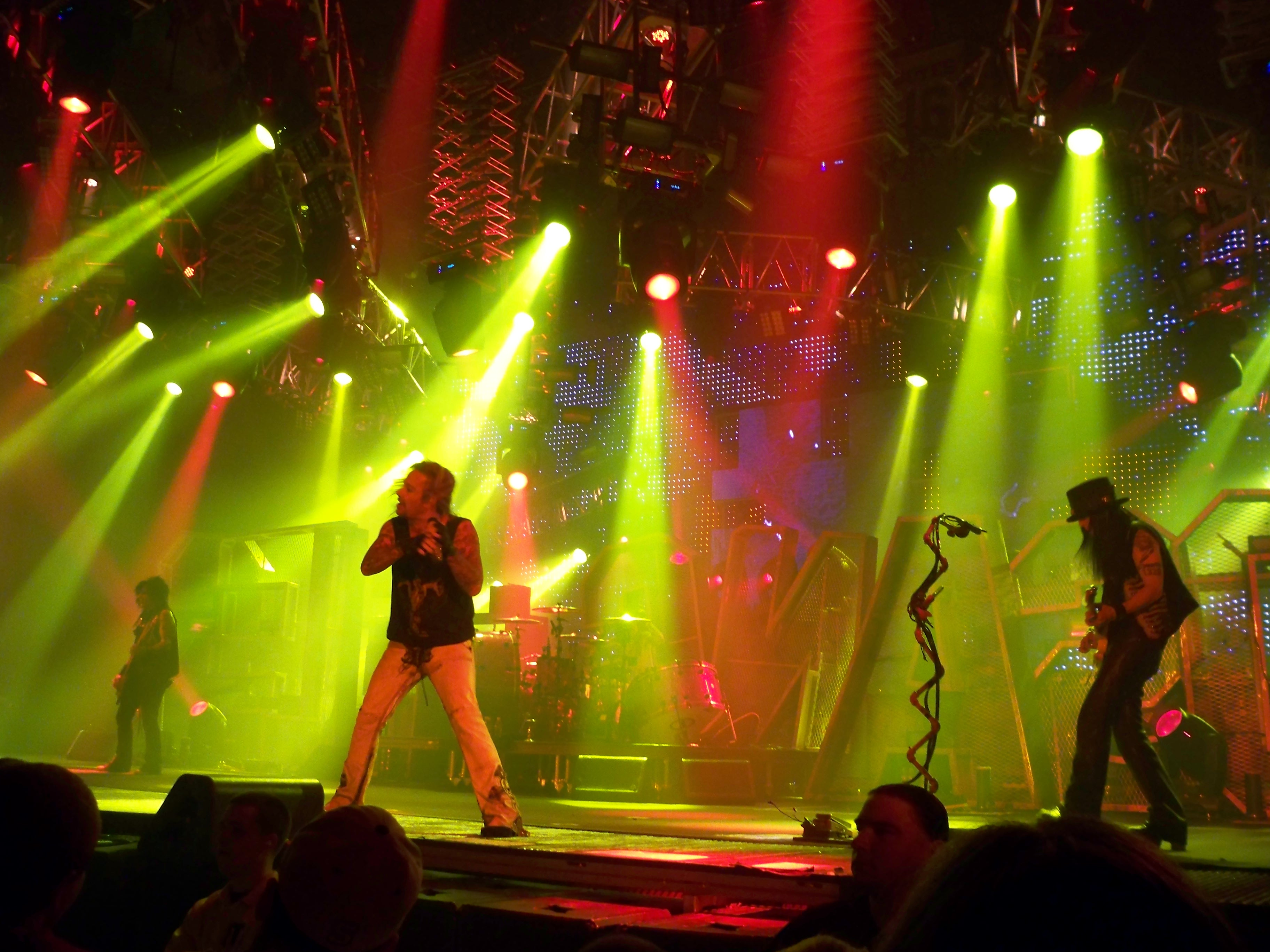
USA.エリー公演（2009年3月）

2009年7月からはドラウニング・プール、ゴッドスマックらと『クルー・フェス2』を開催。
2010年6月ヴィンスが3rdアルバム"Tattoos & Tequila"リリース。
8月にはオジー・オズボーン、ロブ・ハルフォードらとオズフェストに出演。
2011年3月シックス率いるSixx:A.M.が2ndアルバム"This Is Gonna Hurt"リリース。
結成30周年を迎えたモトリー・クルーは同じく結成25周年のポイズンと共にニューヨーク・ドールズをゲストに迎え全米ツアー。9月には10度目の来日公演を行った。
2012年2月、ラスベガスにて常駐公演。
7月、新曲 'Sex' を配信限定で発売。キッスとダブルヘッドラインを組みアメリカツアーを開催。

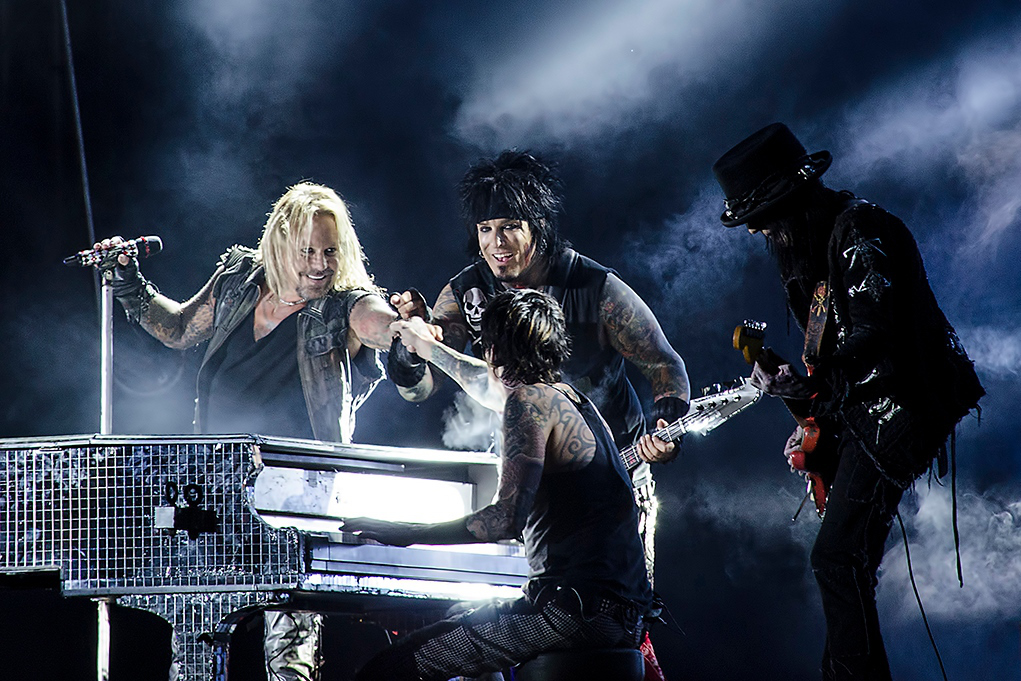
スウェーデン・セルベスボリ公演（2012年6月）

2013年8月、インタヴュー内で翌年度のツアーを以て、バンドの活動を終了することを仄めかした。ヴィンスは、その理由を「デカいことがやれる最高の状態のうちに止めておきたいんだよ」と語っている。なお、再結成の可能性は示唆してはいるものの、キッスのように頻繁に行うつもりはないとも付け加えている。同年10月には、シックスからも解散についてのコメントが出されているが、解散ツアーの予定については、まだまだメンバー内で相談中であるとのことである。ニッキーは、解散する理由を「オリジナルメンバーが一部欠けたまま、客足が少ない状況で活動を続けるよりも、オリジナルメンバーがそろったままで解散するほうが、もっと嬉しいから」と説明している。
2014年1月、7月からファイナルツアーを行うことが正式に発表された。
2015年12月末、地元ロサンゼルスの最終公演をもって活動停止。

### 活動停止以降〜再始動へ（2016年 - ）
2016年、最終公演のドキュメンタリー映画『THE END』を劇場公開。同ライブ作品『The End: Live in Los Angeles』をリリース。
2019年、Netflixにて2001年に発表したバンドの自伝「The Dirt」の映画が公開。映画のサウンドトラックには新曲4曲を収録。その一つ、「The Dirt (Est. 1981)」はトミー・リー役を演じたマシン・ガン・ケリーが参加をしている。11月、ツアー停止契約を破棄し、4年ぶりの活動再開を発表。
- 2022年10月、強直性脊椎炎の影響により、ミック・マーズが今後のツアー活動から引退[11]することと、後任にジョン5（ロブ・ゾンビ、デイヴィッド・リー・ロス）を迎えることがバンド側から発表された[12]。しかしミックの「ツアー活動からの引退」を巡っては、飽くまでワールドツアーからの引退に過ぎないとするミック側と、実質的な脱退と主張する残りのメンバーとの間で解釈が異なっており、収益などを巡って裁判沙汰となっている[13][14]。

## メンバー

### オリジナル・ラインナップ
- ヴィンス・ニール (Vince Neil) - ボーカル（1981–1992、1997–2015、2019–）
（本名Vincent Neil Wharton、1961年2月8日カリフォルニア州ロスアンゼルス出身）
- ミック・マーズ (Mick Mars) - ギター（1981–2015、2019–）
（出生名Robert Alan Deal、1951年(1955年説あり)5月4日インディアナ州テレホート出身）
- ニッキー・シックス (Nikki Sixx) - ベース（1981–2015、2019–）
（出生名Frank Carlton Serafino Feranna Jr、1958年12月11日カリフォルニア州サンホセ出身）
- トミー・リー (Tommy Lee) - ドラム（1981–1999、2004–2015、2019–）
（出生名Thomas Lee Bass、1962年10月3日ギリシャ・アテネ出身）

### ツアー・メンバー
- ジョン5 (John 5) - ギター (2022-) 
（出生名John William Lowery、1970年7月30日ミシガン州グロスポイント出身）

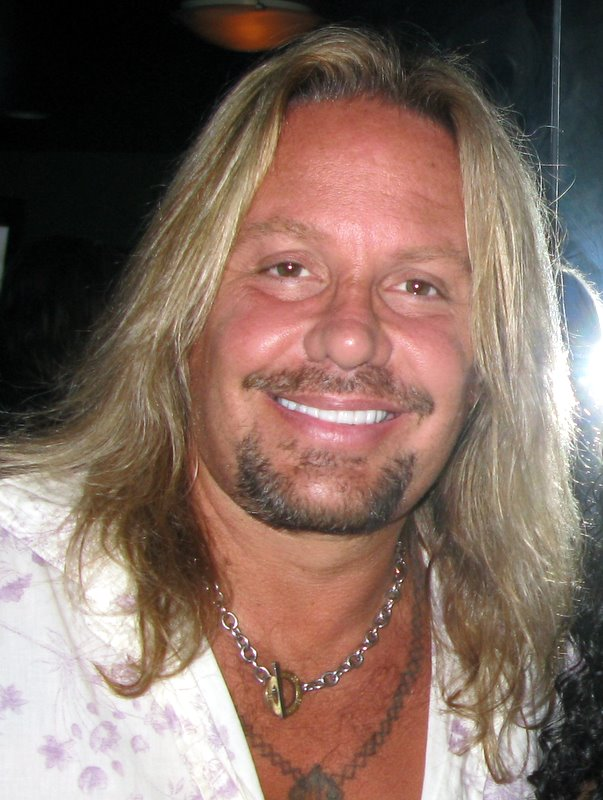
ヴィンス・ニール（Vo）2008年
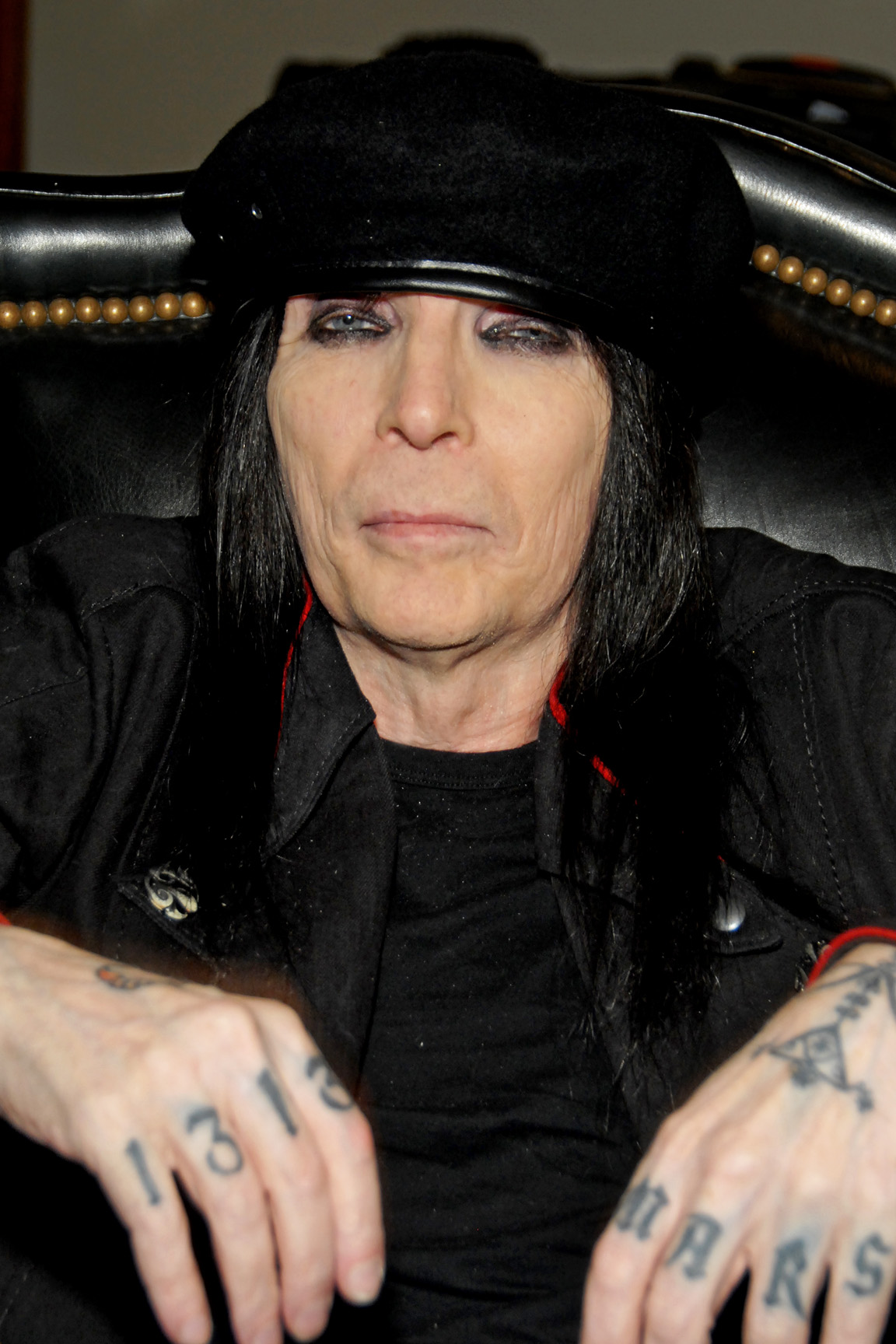
ミック・マーズ（G）2012年
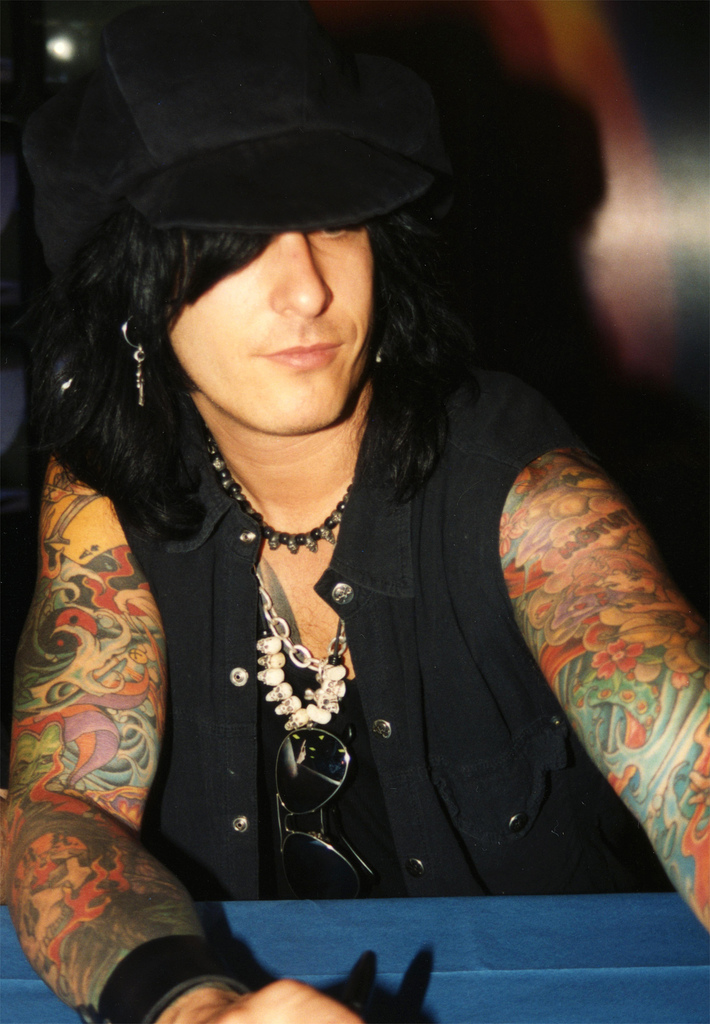
ニッキー・シックス（B）2013年
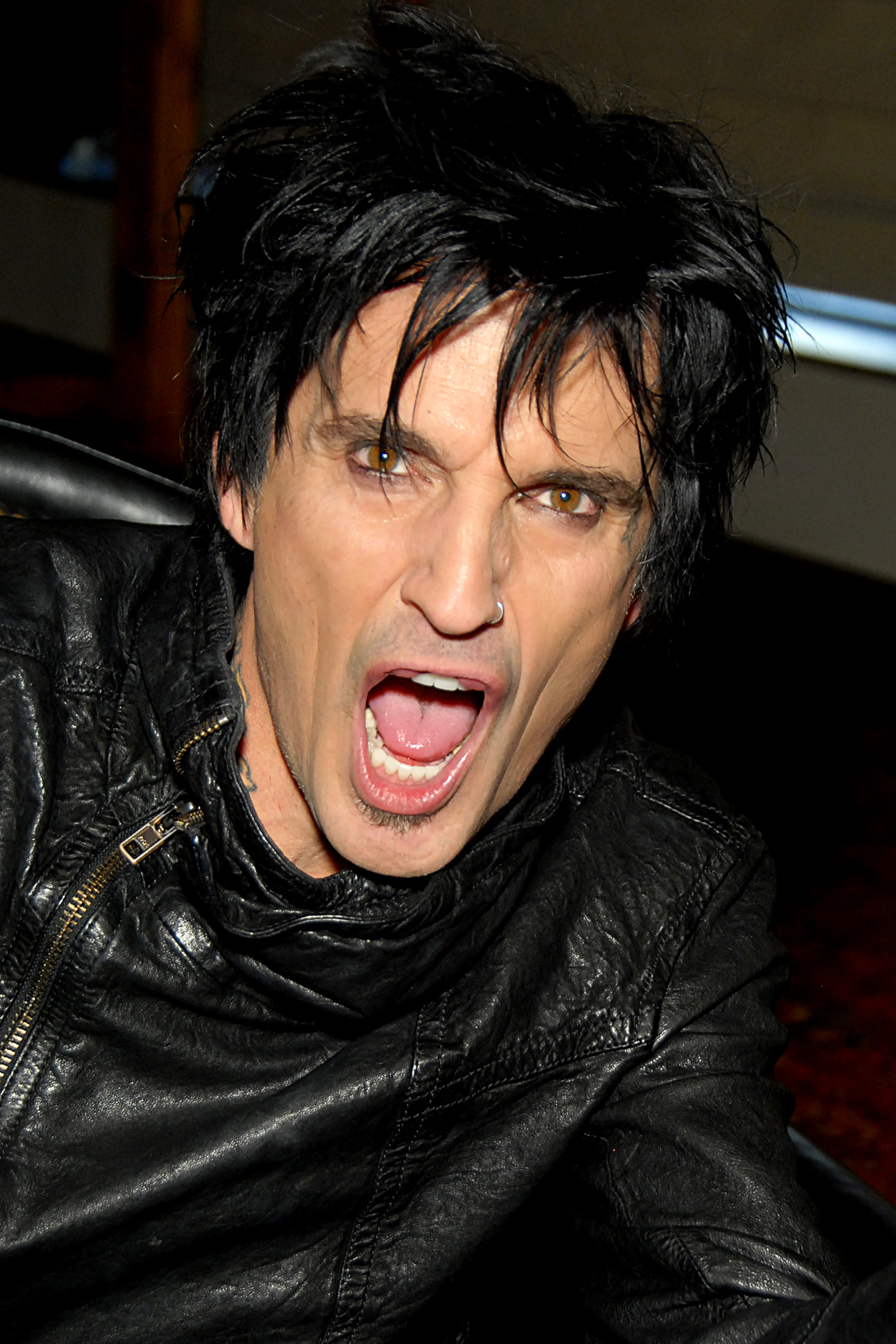
トミー・リー（Ds）2012年

### 旧メンバー
- ジョン・コラビ（John Corabi） - ボーカル（1993–1996）
（1959年4月26日ペンシルベニア州フィラデルフィア出身）
- ランディ・カスティロ（Randy Castillo） - ドラム（2000–2002）
（1950年12月18日 - 2002年3月ニューメキシコ州アルバカーキ出身、51歳没）
- サマンサ・マロニー（Samantha Maloney） - ドラム（サポート2000、正規2002–2004）元ホール

## エピソード

### ニッキー・シックス
- ある男が「バイクの事故を起こし、ベースが弾けなくなったニッキーの代わりに自分がベースを弾いた」と主張。印税を巡り、男が裁判所へ訴えたことがある（上の項で説明されている1988年の訴訟事件のこと）。もちろんその訴えは取り下げられたが、それ以来ニッキーは偽者と間違われないよう全身に刺青を施していった。
- 小学生の頃は、いじめられっ子だった。ある時上級生がニッキーを押し倒し、昼食代を渡すまで踏みつけにする、ということが7回あった後、もう許すまいと誓った彼は、翌朝アポロ13号の絵の付いた金属製の弁当箱に石をいっぱい詰めて学校に持参し、学校に着くやその弁当箱を振り回し、いじめっ子達を殴打するという仕返しを行った。
- 『シャウト・アット・ザ・デヴィル』リリース前、当時元ランナウェイズのリタ・フォードと同棲していたニッキーは、黒魔術に凝っていた。本人は軽い気持ちでの行為だったが、部屋でコップや皿が飛んだり、不吉なことが多発したため、フォードや当時のマネージャーの懇願により黒魔術からは手を引いた。
- ヘロインの過剰摂取で、心臓が2分間停止した事がある。元ガンズ・アンド・ローゼスのスティーヴン・アドラーによって発見され、周りが慌てている最中、張本人のニッキーは幽体離脱していたが、救急車で運ばれる瞬間に、「誰かに足をつかまれるような感じがして、それに引っ張られて自分の体に復帰した」という。しかし、蘇生した直後、あまりの激痛により、また気を失う。次に目を覚ましたのは病院であり、そこに事情聴取に来ていた警察と口論になり、また失神。次に目を覚ました直後に病院を脱走。病院まで心配で駆けつけていたファンを目の当たりにしたニッキーは感動、「二度とドラッグはしない」と約束し、家まで車で送ってもらう。しかし、周りは彼が死んだと思っており、家に沢山のマスコミが駆けつけていたため、バレないように裏口から家に入る。そしてその光景がなんとも愉快だったニッキーが最初にしたことは、留守番電話のメッセージを「やあ、こちらニッキー。死んじまったんで、家にはいません。」に変えることだった。そしてバスルームに行き、電話から鳴っている「やあ、こちらニッキー。死んじまったんで、家にはいません」というメッセージを聞きながら、ヘロインを打ち、また気絶。
- プレイメイトのブランディ・ブラントと結婚。子供も生まれる。その後離婚。その後、同じくプレイメイトのドナ・デリコと再婚し、再び離婚。

### ヴィンス・ニール
- 自宅でリーやマーズ、ハノイ・ロックスのメンバーらを招いてパーティーを開いた。パーティー開始から3日目、酒を買い足しにヴィンスは飲酒運転で、ハノイ・ロックスのラズル (Razzle (musician)) とともに出かけた。その帰り道でスピードを出しすぎたヴィンスの車はスリップ、中央分離帯を超え対向車線の車と正面衝突してしまった。この事故により対向車の一般人2人は重傷を負い、ラズルは死亡。事故後、ヴィンスは自宅に引きこもり、後の裁判で賠償金270万ドル、30日間の禁固刑等の判決が下りた（入獄後、模範囚として刑期は18日間に短縮された）。
- 1989年のMTVミュージックアワード授賞式のバックステージで、当時ガンズ・アンド・ローゼズのイジー・ストラドリンを殴打。理由は、ヴィンスの当時の妻がバーでストラドリンに暴力を振るわれた、と聞かされたため。ストラドリンを殴り倒し、帰ろうとするニールを見たアクセル・ローズは激高し、それ以降公の場でニールを罵倒しはじめる。ストラドリンとの一件は水に流したニールだが、今度はローズとの喧嘩にシフト。MTVを通じて双方合意の決闘の日時・場所を決めたが、現れたのはヴィンスのみだった。
- 1992年にモトリー・クルーを解雇されてからクラブ経営を展開、渋谷にストリップ・バー「ガールズ・ガールズ・ガールズ」を作る計画も浮上していた。
- ポルノ女優との性行為を映したプライベート・ビデオが流出したことがある。
- 愛娘のスカイラーを癌で亡くしてから、病気の子供たちを支援する「スカイラー・ニール基金」を設立。
- 2010年、短距離専門の航空会社を設立。

### トミー・リー
- 「ウィズアウト・ユー」はニッキーが、トミーとトミーの2番目の妻で女優のヘザー・ロックリアに捧げたものだったが、2人は破局。後にロックリアは、ボン・ジョヴィのリッチー・サンボラと再婚。トミーはウォレントのジェイニー・レインの元妻でモデルのボビー・ブラウンと婚約した後、ポイズンのブレット・マイケルズの元恋人でプレイメイト・女優のパメラ・アンダーソンと再婚。
- 付き合っていたボビー・ブラウン、妻だったパメラ・アンダーソンからそれぞれドメスティックバイオレンスで訴えられたことがあり、アンダーソンに訴えられたときは禁固刑で収監された。
- 当時の妻パメラ・アンダーソンとの性行為を映したプライベート・ビデオが流出したことがある。
- ド派手なドラム・ソロで有名なトミーだが、ショーの最中に高所のドラムセットから落下、意識を失ったことがある（ワイヤーで吊るされたトミーがドラムセットから飛び降り、床ぎりぎりで止まった後再び空中のドラムセットへ飛び移る、という演出だったが、落下時にワイヤーを止めるのが間に合わなかった）。
- あるツアー中滞在したホテルで、ドラッグとアルコールで正気を失ったトミーは全裸で廊下を走り回った。しかし逮捕されたのはなぜかマーズだったと言う、嘘のような本当の話がある。

### ミック・マーズ
- そのルックスから(悪魔)や(食人鬼)との異名を持つ。　日本ではなぜか一部から(おばさん)と異名されるが、実際はシャイな性格。
- 強直性脊椎炎を患っていることから、他のメンバーのように派手なパフォーマンスは出来ない。
- 他のメンバーと同じく、ドラッグもアルコールも経験している。特に一時期はアルコール依存症を患い、当時のマネージャーをして「ミックはこの業界で最も優しい男だ。ただしアルコールが入ってなければ」と、手を焼いていた。しかし最年長メンバーだからか、それ以外では、結成当時から他のメンバーのようなパーティ三昧とは距離を置き、破天荒な問題を起こすことはあまりない。
- 2022年にモトリー・クルーのツアーからの引退を発表

## ディスコグラフィ
スタジオ・アルバム
- 『華麗なる激情』 - Too Fast For Love（1981年）
- 『シャウト・アット・ザ・デヴィル』 - Shout At The Devil（1983年）
- 『シアター・オブ・ペイン』 - Theatre Of Pain（1985年）
- 『ガールズ、ガールズ、ガールズ』 - Girls, Girls, Girls（1987年）
- 『ドクター・フィールグッド』 - Dr. Feelgood（1989年）
- 『モトリー・クルー』 - Mötley Crüe（1994年）
- 『ジェネレーション・スワイン』 - Generation Swine（1997年）
- 『ニュー・タトゥー』 - New Tattoo（2000年）
- 『セインツ・オブ・ロスアンゼルス』 - Saints Of Los Angeles（2008年）

## 日本公演
- 1985年
7月7日 - 10日 中野サンプラザ、7月12日 渋谷公会堂、7月13日 名古屋市公会堂、7月15日 大阪フェスティバルホール
Theater of Pain Tourの一環として行われた。
- 1987年
12月13日 名古屋レインボーホール、12月14日 大阪城ホール、12月16日 - 18日 日本武道館
Girls, Girls, Girls Tourの一環として行われた。
- 1990年
5月8日 大阪城ホール、5月11日 名古屋レインボーホール、5月12日 横浜アリーナ、5月14日 - 16日 日本武道館
Dr. Feelgood Tourの一環として行われた。
- 1994年
10月3日 大阪城ホール、10月4日 広島郵便貯金ホール、10月5日 福岡サンパレス、10月7日 浦和市文化センター、10月8日 東京ベイNKホール、10月10日 仙台サンプラザ、10月11日 日本武道館
- 1997年
8月16日・17日 東京、有明レインボータウン
Rock Around The Bay
スティーヴ・ヴァイ、ザック・ワイルドと共演。
- 1999年
10月4日 福岡市民会館、10月5日・6日 Zepp Osaka、10月8日 Zepp Tokyo、10月9日 赤坂BLITZ、10月10日 仙台サンプラザ、10月11日 東京国際フォーラムホールA、10月13日 愛知厚生年金会館、10月15日 広島郵便貯金ホール
Welcome To Freakshow
トミー・トミーの後任にランディ・カスティロを迎えての来日公演。
- 2000年
11月5日 東京ベイNKホール、11月6日 パシフィコ横浜国立大ホール、11月7日 東京厚生年金会館、11月8日 フェスティバルホール、11月10日 広島郵便貯金ホール、11月11日 Zepp Fukuoka、11月12日 名古屋市公会堂、11月13日 アクトシティ浜松、11月15日 仙台サンプラザ、11月17日 北海道厚生年金会館、11月18日 岩手県民会館、11月19日 松本市文化会館
このころニール激太り。会場によっては半分ほどしか埋まらないところも。地方の小会場ではほとんどライブハウス状態で、アリーナ・ツアー慣れした観客にとっては垂涎もののツアーではあった。
Maximum Rock Tour
ヘヴィメタル誌「BURRN!」の人気投票でのBORE部門に「モトリー・クルーのライブが短すぎる（一時間弱）」がランクインされた。ドラマーはサマンサ・マロニー。
- 2005年
11月19日・20日 さいたまスーパーアリーナ、11月21日 広島サンプラザ、11月23日 大阪城ホール、11月24日 マリンメッセ福岡、11月25日 愛知県体育館、11月27日 パシフィコ横浜国立大ホール
Carnival of Sins Tour
- 2008年
10月19日 さいたまスーパーアリーナ
LOUD PARK meets CRUE FEST
10月21日 Zepp福岡、10月22日 広島厚生年金会館、10月23日 Zepp名古屋、10月25日 大阪城ホール（LOUD PARK EXTRA）、10月26日　さいたまスーパーアリーナ
- 2011年
9月28日 ZEPP名古屋、9月29日、9月30日 ZEPP大阪、10月3日、10月4日、10月5日 ZEPP東京
トミーはローラーコースター型ドラムセットで登場。360度回転しながらのパフォーマンスを披露。毎晩一人のファンを同乗して回った。アンコールではバケツに入ったジャムを何杯も客席にぶちまけた。
結成30周年記念ツアー
- 2015年
2月11日 神戸ワールド記念ホール、2月12日 日本ガイシホール、2月14日、2月15日 さいたまスーパーアリーナ、2月17日 福岡国際センター
2014年1月の記者会見にて「ツアー活動終了合意書」にバンド全員で署名し、2015年12月31日のロサンゼルス公演を最後にライブ活動を終了することを発表したバンドの最後の日本公演。
往年の名曲を次々に演奏し、トミーのローラーコースター型ドラムセットでのソロパフォーマンスやセットリスト中最後の曲である'Home Sweet Home'はステージから離れて設置され、迫り上がった"ミニステージ"の上で演奏されるなどモトリー・クルーらしい内容で日本でのライブ活動を締めくくる。
途中のさいたまスーパーアリーナ以降の公演では通訳を通じてニッキーが日本と日本のファンへの思いなどを語る一幕も。
- 2023年
11月3日・4日 Kアリーナ横浜
デフ・レパードとのジョイント・ツアー

## 自伝
2001年、自伝「the dirt モトリークルー自伝」（原題：The Dirt: Confessions of the World）発売。
2019年、上記を原作としNetflixで伝記映画「The Dirt」を発表。ラッパーのマシンガンケリーなどが主演。